# Антикиллер 2: Антитеррор
«Антикиллер 2: Антитеррор» — российский художественный кинофильм 2003 года, продолжение криминального детективного боевика 2002 года «Антикиллер». Как и первая часть трилогии, «Антикиллер 2» снят режиссёром Егором Кончаловским по мотивам одноимённого романа писателя Данила Корецкого, который, в отличие от первой картины, не принимал участие в написании сценария к фильму. Основным автором сценария к фильму является Юрий Перов, вместе с тем сценарий написан при участии сценариста первой части фильма Фуада Ибрагимбекова. Премьерный показ фильма состоялся 27 ноября 2003 года. Фильм снят в двух версиях: в формате единого фильма длительностью 124 минуты, которая шла в прокате в кинотеатрах, и в формате сериала из четырех частей длительностью около 50 минут каждая, которые транслировались по ТВ. Как в единой версии, так и в формате сериала в титрах название фильма «Антикиллер 2», без приставки «Антитеррор». Из единой версии вырезаны многие диалоги и некоторые эпизоды.

## Сюжет
Врагами Лиса стала банда чеченских боевиков во главе с Ужахом Адуевым, чья цель — освободить из российской тюрьмы своего отца — «генерала» Адуева.

### 1 серия
Некоторое время спустя после успешного завершения операции по задержанию мятежного генерала Адуева Лис и Люба играют свадьбу. На праздник собираются все коллеги из УВД. В разгар праздника прибывает из командировки командир СОБРа Литвинов. Приезжает с поздравлениями банкир Хондачев. Вслед за ним появляется с подарком вор в законе Крест. Гангрена дарит каравай собственной выпечки. Люба и Лис счастливы. Но медового месяца не будет. Служба не ждет. Группа неизвестных нападает на легальный офис Креста — фирму «В движении». Убиты все охранники, взят воровской «общак». Местонахождение Креста неизвестно. Обследовав место происшествия, Лис приходит к заключению: здесь действовали чужаки.

### 2 серия
На деньги, захваченные у Креста, Ужах срочно заказывает Метле оружие. В техотделе УВД с помощью свидетельницы создается фоторобот главаря преступников. Сомнений никаких — на экране Ужах Адуев. Буквально через день во дворе СОБРа взрывается автобус. По чистой случайности погибает лишь водитель. Лис и Литвинов не сомневаются: за ними идет персональная охота. Но Лис уверен: взрыв — это отвлекающий маневр. Ужах задумал что-то ещё.

### 3 серия
В больничной палате Метис собирает своих людей и требует установить местонахождения Метлы и Ужаха. Он уже знает о задержании наркодилера Метлы, Миши Копчёного, и предлагает Шакалу сесть к нему в камеру. Такое же задание Лис дает Клопу. Майор местной тюрьмы Гладков сообщает об этом Ужаху и Метле. По его сведениям, генерала Адуева во вторник повезут на экспертизу. Ужах приказывает Метле готовить на вторник группу «скинхедов».

### 4 серия
Лис обнаруживает местонахождение теплохода «Дельфин», где прячутся Ужах со своими людьми, раненый генерал и заложницы — Люба и Юля. Ему удается проникнуть на корабль и похитить руль с панели управления. СОБРовцы должны прибыть с минуты на минуту. В трюме «Дельфина» Лис обнаруживает Креста. Тот сообщает, что Люди Ужаха заминировали городское хлорохранилище.

## В ролях
| Актёр                          | Роль                                               |
| ------------------------------ | -------------------------------------------------- |
| Гоша Куценко                   | Филипп Михайлович Коренев («Лис»)                  |
| Михаил Ефремов                 | Михаил Олегович Хондачёв, банкир                   |
| Алексей Булдаков               | Алексей Иванович Нырков, генерал-майор МВД         |
| Сергей Векслер                 | Ренат Валентинович Литвинов, командир СОБРа        |
| Сергей Шакуров                 | Олег Васильевич Калашников («Крест»), вор в законе |
| Юрий Шерстнёв                  | «Метла», вор в законе                              |
| Вячеслав Разбегаев             | «Метис»                                            |
| Иван Бортник                   | Пётр Колеров («Клоп»)                              |
| Валентин Голубенко             | «Гангрена»                                         |
| Юсуп Бахшиев                   | «Кент»                                             |
| Дмитрий Персин                 | бандит «Самсон»                                    |
| Алексей Серебряков             | Ужах Адуев                                         |
| Вадим Цаллати                  | Нисим Адуев, младший брат Ужаха                    |
| Андрей Смоляков                | Волошин, полковник ФСБ России                      |
| Любомирас Лауцявичюс           | генерал Адуев                                      |
| Владимир Стеклов               | майор Гладков (начальник режима СИЗО)              |
| Юрий Кузьменков                | капитан                                            |
| Игорь Трошин                   | следователь                                        |
| Евгений Стычкин                | боец спецназа                                      |
| Валентина Березуцкая           | Валентина Фёдоровна, свидетель                     |
| Николай Сморчков               | охранник склада                                    |
| Любовь Толкалина               | Любовь Томилина                                    |
| Михаил Горевой                 | Миша Печенков («Печёный»), наркодилер              |
| Светлана Тимофеева-Летуновская | Юлия                                               |
| Виктор Добронравов             |                                                    |
| Владимир Епифанцев             | лидер скинхедов (эпизод)                           |
| Наталия Аринбасарова           | официантка в вагоне-ресторане Климова              |
| Павел Деревянко                | сержант Бабочкин (нет в титрах)                    |
| Андрей Нагорнов                |                                                    |
| Владимир Большов               | следователь                                        |

### Озвучивание
| Актёр             | Роль                               |
| ----------------- | ---------------------------------- |
| Владимир Зайцев   | мэр (Александр Ильин) (телесериал) |
| Александр Клюквин | следователь (Игорь Трошин) (фильм) |

## Съёмочная группа
- Режиссёр: Егор Кончаловский
- Оператор: Антон Антонов
- Художник: Вячеслав Дёмин
- Постановщик трюков: Олег Корытин, Игорь Новоселов
- Каскадёры: Игорь Новоселов, Александр Баранов, Николай Павлюк, Сергей Головкин, Сергей Носуленко, Наталья Дариева, Анатолий Филиппов, Валерий Зайцев, Андрей Купфер, Сергей Шолохов, Олег Корытин, Михаил Купфер, Олег Ботин, Валерий Рыбин

## Критика
«Антикиллер 2» не был оценен ни любителями творчества Данила Корецкого, ни поклонниками криминально-детективного эпоса, на который изначально претендует картина. Однозначно отмечены качественные спецэффекты. Негативно воспринят уход от сюжетной линии одноименной книги, подбор и игра отдельных актеров. Например, выбор на роль чеченского боевика Ужаха Адуева Алексея Серебрякова, по мнению рецензентов, не самое удачное решение, потому как славянская внешность просматривается в актере даже под гримом, сводя на нет даже его качественную игру. В отличие от первой части трилогии, отмечается понижение уровня криминального напряжения, где матерый уголовник «Гангрена» превращается в сентиментального кулинара, а чтущий «закон» вор в законе «Крест» надевает дорогой костюм и заявляется на свадьбу к сотруднику РУБОПА. Кроме того, отмечается много скрытой рекламы, слишком высокая динамичность камеры при съемке отдельных сцен, а также непоследовательность развития сюжета после первой части. Например, многих зрителей, не читавших роман Корецкого, недоумил факт восстановления Коренева на службе в МВД, несмотря на его судимость, или как Люба Томилина из сотрудницы турагентства «переквалифицировалась» в медсестру.
При этом критики отмечают качественно подобранный оригинальный саундтрек, включающий такие группы как Би-2, Биопсихоз и Obersoundz.